# 小野隆生
小野 隆生（おの たかお）は、日本の建築家。
1972年、日本大学工学部建築学科卒業。三井建設東京支店をへて日本設計建築設計部で多数の建築設計及び監理を手掛ける。1997年にN2設計を設立する。代表作にしあわせの森温泉健康センター、パナソニック電工福岡ビル、NS-21ビルなどがある。